# Santa Maria do Suaçuí
Santa Maria do Suaçuí – miasto i gmina w Brazylii, w stanie Minas Gerais. Znajduje się w mikroregionie Peçanha.